# Monumento de Hopetoun
El Monumento de Hopetoun (en inglés: Hopetoun Monument) es un monumento en las colinas de Garleton, cerca a Camptoun, East Lothian, Escocia, al norte del Reino Unido. Se trata de una estructura de 29 m (95 pies) de altura. Situado en la colina de Byres, cerca de Haddington, el monumento fue erigido en 1824 en memoria de John Hope, cuarto conde de Hopetoun (1765-1823). La primera piedra fue colocada el 3 de mayo de 1824.
El monumento es conocido como el Monumento Garleton o el "Monumento Galla" por los lugareños, por la granja Garleton en la colina de Byres. La plataforma de observación en la parte superior es accesible mediante 132 escalones en una escalera de caracol oscura y estrecha, que ofrece vistas al Firth of Forth y el campo circundante. El monumento es un edificio protegido de categoría B. Un monumento similar se encuentra en Mount Hill en Fife, y fue construido en 1826.